# Sibylle May

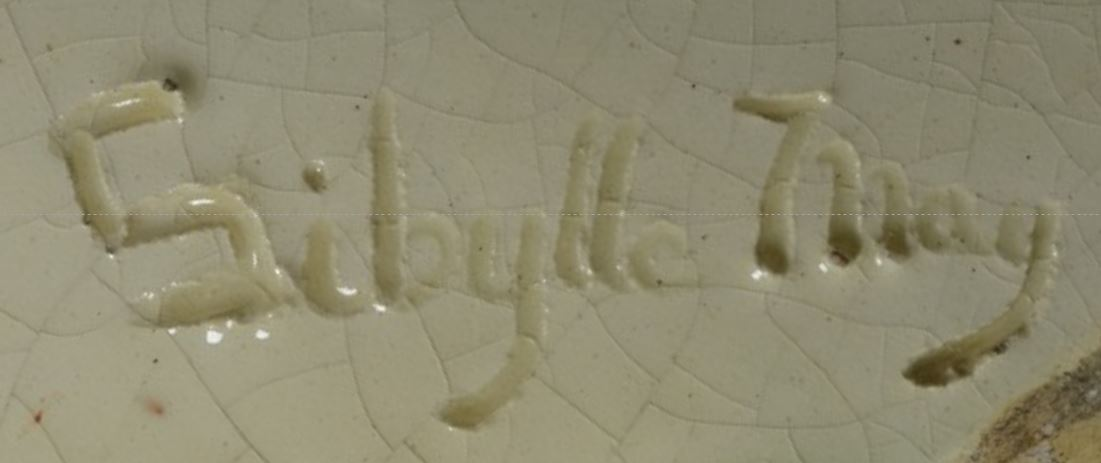
Signatur Sibylle May

Sibylle May (* 19. oder 20. Jahrhundert in England, Vereinigtes Königreich; † 20. Jahrhundert) war eine englische Bildhauerin.

## Leben
Mays Lebensdaten sind in der Literatur nicht bekannt. Die Bildhauerin arbeitete in der Zwischenkriegszeit in Frankreich (nachgewiesen von 1925 bis 1935), wahrscheinlich in Paris.
Sie war Teil der von Arthur Goldscheider ins Leben gerufenen Künstlergruppen La Stèle und L’Evolution und war bekannt für ihre teils vom Kubismus beeinflussten Statuetten im Stil des Art déco und andere dekorative Gegenstände.
Einige ihrer kantigen Keramikfiguren wurden von ihrem Freund und Kollegen der Gruppe La Stele, Édouard Cazaux (1889–1974), in subtilen einfarbigen Farbtönen ausgeschmückt. Des Weiteren  arbeitete sie mit dem Bildhauer Pierre Le Faguays zusammen.
May arbeitete mit Bronze (teils vergoldet) und Keramik; viele ihrer geradlinigen, auf das Wesentliche beschränkten Arbeiten wurden von der Bildgießerei Goldscheiders handwerklich umgesetzt und vermarktet. Andere Werke wurden von dem Éditeur d’art (Kunstverleger) Albert Buisson produziert und vertrieben.

## Werke (Auswahl)
- Femme nue assise
- Femme nue avec boule
- Jeune femme accroupie, 1930
- Jeune femme agenouillée
- Cazaux Figurine en céramique
- Femme orientale assise dans de larges voiles
- Sculpture d'un singe
- Chinois à l évantail